# Thai Smile
Trendy, Friendly, Worthy.
Thai Smile Air (en langue thaï การบินไทยสมายล์) (code AITA : TG ; code OACI : THA) est une compagnie aérienne de Thaïlande, filiale de Thai Airways International, dont le vol inaugural a eu lieu en juillet 2012. Fin des activités et reprise par la société mère Thaï Airways en décembre 2023.

## Histoire
Thai Airways International annonce en mai 2011 son intention de lancer une nouvelle filiale à bas coûts, capable de concurrencer la compagnie à bas prix AirAsia. Thai Smile est officiellement lancée le 19 août 2011, son statut light premium ayant pour mission d’occuper le marché entre sa maison-mère, compagnie traditionnelle, et les [Quoi ?] low cost comme l’autre filiale de Thai Nok Air.
Disposant initialement d’une flotte de quatre Airbus A320, Thai Smile effectue son vol inaugural le 7 juillet 2012 entre Bangkok et Macao, ajoutant dès le mois suivant des vols vers Phuket et Krabi. Son programme de vol s’étend progressivement, reprenant des routes sur lesquelles Thai Airways International est déjà présente.

## Destinations
En août 2013, Thai Smile dessert une douzaine de destinations.

## Flotte
Thai Smile opère en 2020 la flotte suivante

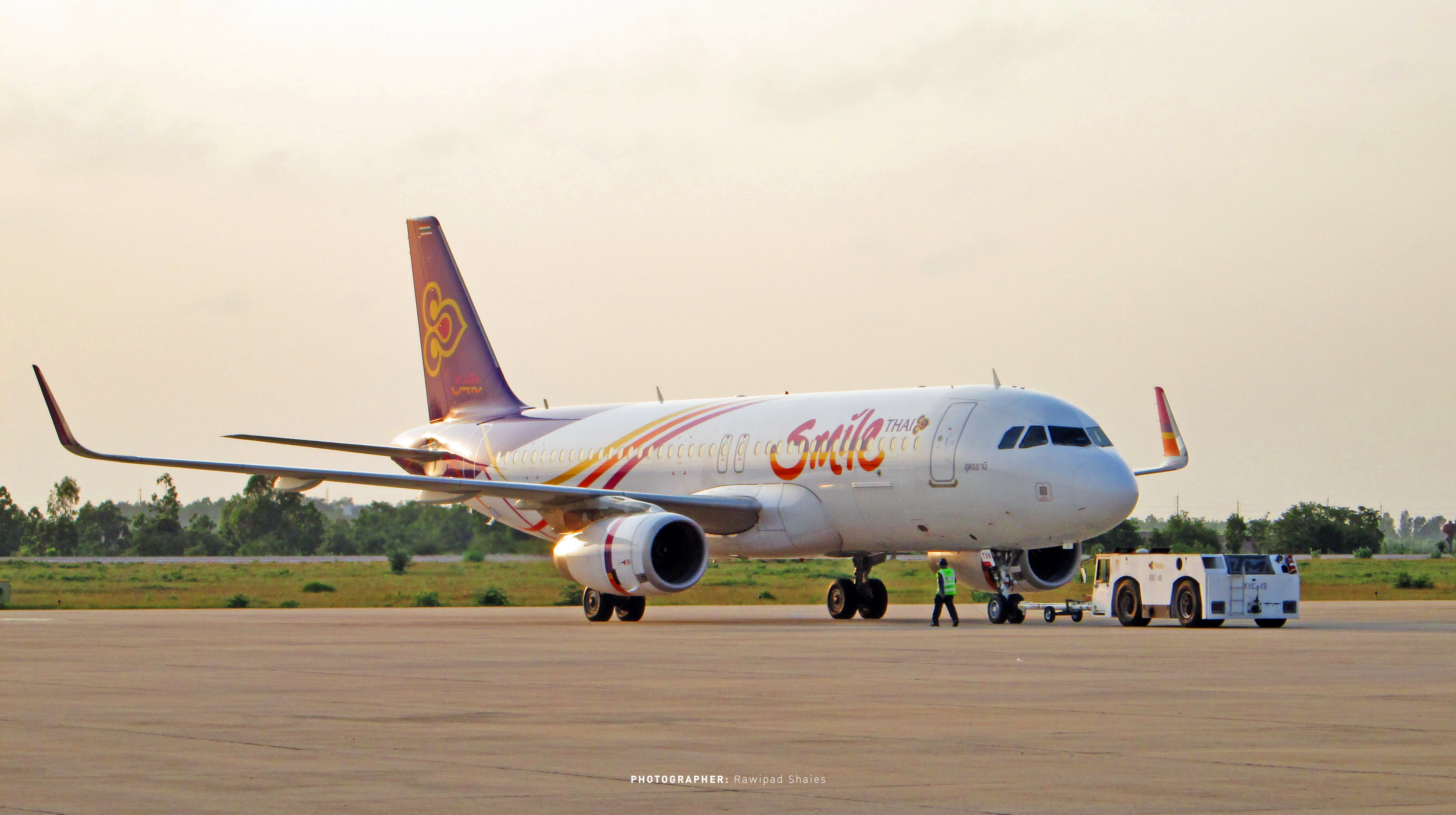
Airbus A320 de Thai Smile

## Services
Contrairement aux compagnies à bas prix, les passagers de Thai Smile bénéficient d’un bagage compris de 20 kg en soute, de collations et boissons gratuites en vol, et peuvent accumuler des Miles sur le programme de fidélité Royal Orchid Plus de Thai Airways International.